# Caça polivalent

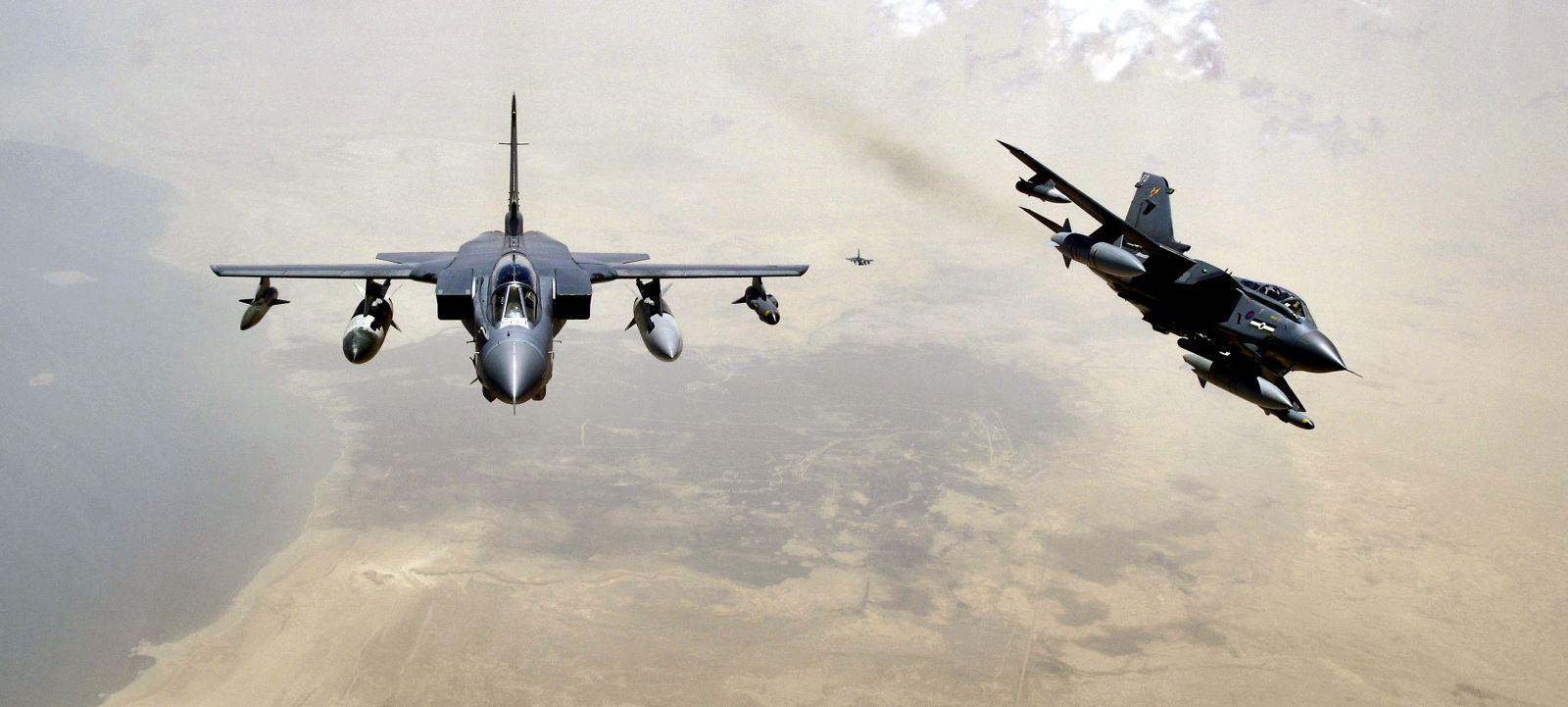
Dos Panavia Tornado de la Royal Air Force. El Panavia Tornado és un exemple de caça polivalent, i va ser el primer avió amb el qual es va començar a usar el terme "caça polivalent".

Un caça polivalent  o un avió de combat polivalent  (en anglès: Multi-Role Combat Aircraft ) és un avió militar que pot ser usat en missions d'avió de caça i com avió d'atac a terra al mateix temps. Per norma general els caces polivalents són més lleugers i menys potents que els caces de superioritat aèria.
Un caça polivalent es diferencia d'un caça bombarder en què ha estat dissenyat per realitzar missions de combat aeri i atac a terra per igual, mentre que el caça bombarder és típicament un caça que també pot emprar armament aire- terra.

## Exemples
És un modern avió de combat, desenvolupat des del seu inici per a poder realitzar missions d'atac i defensa. Té armament i ordinadors de vol, per combat "Aire-aire" contra altres avions caça de supremacia aèria, en la mateixa missió de combat, pot realitzar vols de penetració profunda dins de territori enemic i atac a terra, llançant bombes guiades i míssils " aire-terra ", també pot realitzar missions d'atac naval, transportant míssils" Aire-superfície "navals antibuque, amb vols rasants sobre el mar.
A continuació es llisten exemples de caces polivalents i el país en què van ser desenvolupats:
| Continent | País                             | Avió                                 |
| --------- | -------------------------------- | ------------------------------------ |
| Europa    | UK · Alemanya · Itàlia           | Panavia Tornado                      |
| Europa    | UK · Alemanya · Itàlia · Espanya | Eurofighter Typhoon                  |
| Europa    | França                           | Dassault Mirage 2000                 |
| Europa    | França                           | Dassault Rafale                      |
| Europa    | Suècia                           | Saab 39 Gripen                       |
| Europa    | Rússia                           | Sukhoi Su-35                         |
| Europa    | Rússia                           | Sukhoi Su-30                         |
| Europa    | Rússia                           | Mikoian MiG-35                       |
| Europa    | Rússia                           | Mikoian MiG-29                       |
| Amèrica   | USA                              | McDonnell Douglas F-4 Phantom II     |
| Amèrica   | USA                              | Lockheed Martin F-16 Fighting Falcon |
| Amèrica   | USA                              | McDonnell Douglas F/A-18 Hornet      |
| Amèrica   | USA                              | Boeing F/A-18 Super Hornet           |
| Amèrica   | USA                              | Lockheed Martin F-35 Lightning II    |
| Àsia      | Japó · USA                       | Mitsubishi F-2                       |
| Àsia      | Xina                             | Shenyang J-11                        |
| Àsia      | Xina                             | Chengdu J-10                         |
| Àsia      | Xina                             | Shenyang J-8                         |
| Àsia      | Xina                             | Xian JH-7A                           |
| Àsia      | Xina                             | Chengdu J-7                          |
| Àsia      | Xina · Pakistan                  | JF-17 Thunder                        |
| Àsia      | Xina · Rússia                    | Sukhoi Su-30MKK                      |
| Àsia      | Índia · Rússia                   | Sukhoi Su-30MKI                      |
| Àsia      | Índia                            | HAL Texas                            |
| Àsia      | Índia                            | HAL HF-24 Marut                      |